# Liste der Wiener Parks und Gartenanlagen/Ottakring
Diese Liste umfasst jene Parks und Gartenanlagen, die sich im 16. Wiener Gemeindebezirk Ottakring befinden und einen Namen tragen:
| Name                | Bild | Standort                                               | Jahr der Errichtung          | Benannt nach                                                                               | Fläche in m² | Bauten                            | Kunstobjekte                                                                              | Naturdenkmäler | Anmerkungen                                                    |
| ------------------- | ---- | ------------------------------------------------------ | ---------------------------- | ------------------------------------------------------------------------------------------ | ------------ | --------------------------------- | ----------------------------------------------------------------------------------------- | -------------- | -------------------------------------------------------------- |
| Arik-Brauer-Park    |      | Ludo-Hartmann-Platz Koordinaten                        | 2023 (Benennung)             | Arik Brauer                                                                                | 3.560        |                                   |                                                                                           |                |                                                                |
| Adele-Jellinek-Park |      | Johann-Nepomuk-Berger-Platz Koordinaten                | 2019 (Benennung)             | Adele Jellinek                                                                             |              |                                   | Mariensäule aus der Mitte des 19. Jhs.                                                    |                |                                                                |
| Else-Federn-Park    |      | Heigerleinstraße Koordinaten                           |                              | Else Federn (1874–1946), Wohltäterin                                                       | 4.720        |                                   |                                                                                           |                |                                                                |
| Huberpark           |      | Hubergasse Koordinaten                                 |                              | Anton Huber (1818–1874), Gemeinderat und Baumeister, baute die ersten Häuser in der Straße | 4.520        |                                   |                                                                                           |                |                                                                |
| Karl-Hodina-Park    |      | Neulerchenfelder Straße Koordinaten                    | 2020 (Benennung)             | Karl Hodina                                                                                | 1.070        |                                   |                                                                                           |                |                                                                |
| Karl-Kantner-Park   |      | Erdbrustgasse Koordinaten                              | 1935 (Benennung)             | Karl Kantner (1850–1925), Obmann der Freiwilligen Feuerwehr                                | 6.130        | Kreuzbergkapelle (Anfang 19. Jh.) | Dreifaltigkeitssäule (1698), Nepomuk-Statue (ca. 1750), Büste von Kantner (Müllner, 1936) |                | Kreuzbergkapelle und Dreifaltigkeitssäule unter Schutz         |
| Kongresspark        |      | Sandleitengasse Koordinaten                            | 1927                         | dem Wiener Kongress                                                                        | 54.340       | Milchtrinkalle                    | Bronzeplastik „Die Unbesiegbaren“ (Ries, 1900)                                            |                | Milchtrinkhalle und Plastik unter Schutz                       |
| Leon-Askin-Park     |      | Grundsteingasse und Friedrich-Kaiser-Gasse Koordinaten | 2011 (Benennung)             | Leon Askin                                                                                 | 1.250        |                                   |                                                                                           |                | Die Anlage besteht aus zwei getrennten segmentförmigen Flächen |
| Yppenpark           |      | Yppenplatz Koordinaten                                 | 1875 (Benennung des Platzes) | dem Invalidenheim des Simon Peter Freiherr von Yppen (Yppenheim)                           | 4.500        |                                   |                                                                                           |                |                                                                |